# إيرل إي. أندرسون
إيرل إي. أندرسون (بالإنجليزية: Earl E. Anderson) هو ضابط أمريكي، ولد في 24 يونيو 1919 في مورغانتاون في الولايات المتحدة، وتوفي في 12 نوفمبر 2015 في بيثيسدا في الولايات المتحدة.